# José María Tubino Montesinos
José María Tubino Montesinos (San Roque, 7 de septiembre de 1872-Aguilar de la Frontera, 16 de agosto de 1936) fue director de explotaciones agrarias autodidacta y, de joven, director del periódico  “La Andalucía”, fundado en Sevilla por su tío Francisco María Tubino. Fusilado a comienzos de la Guerra Civil, su cadáver fue localizado en 2010.

## Biografía
Nacido en San Roque el 7 de septiembre de 1872, era hijo de José María Tubino González, alcalde de San Roque, y de su esposa, Adelaida Montesinos García. Estudió bachillerato en el Instituto San Isidoro de Sevilla. Casado con Carmen Tubino Nájera, prima segunda, tuvo dos hijas, Adelaida y Carmen. En 1910 muere su esposa y cuatro años más tarde se casa en segundas nupcias con Luisa Casasolariega de Tienda, natural de Villafranca de Córdoba. De esta unión nacería su hijo José María (1915). José María Tubino Montesinos fue fusilado al comienzo de la Guerra Civil, el 16 de agosto de 1936, a los 63 años de edad.

## Trayectoria
En la capital hispalense trabajó en el periódico La Andalucía, fundado por un primo de su padre y del que se convertiría en yerno, Francisco María Tubino y Oliva. Tubino Montesinos fue director del periódico en su última etapa (1898). Tras la desaparición del medio, fue concejal del Ayuntamiento de Sevilla entre 1899 y 1901, bajo el mandato de Fernando de Checa Sánchez.
En 1913 se traslada a Villafranca de Córdoba, donde dirige la aceitera “Las Mercedes”. Allí se casa y rehace su vida. En una visita a la nueva fábrica “Las Puentes”, en Aguilar de la Frontera, conoce al empresario y ganadero Florentino Sotomayor, para el que trabajará el resto de su vida.

## Exportadora Sotomayor S.A.
En octubre de 1917, Tubino Montesinos se une a un proyecto nuevo de la mano del empresario Florentino Sotomayor. Sobre una antigua fábrica aceitera, “Las Puentes”, en Aguilar de la Frontera, que se surtía de la finca “Las Puentes”, con más de nueve mil olivos, levanta una nueva fábrica para la exportación en los límites de las localidades de Aguilar de la Frontera y Montilla, en el trazado de la carretera nacional que unía Córdoba y Málaga, junto a la línea del ferrocarril, una industria aceitera modélica de ámbito nacional. Con Tubino Montesinos como director y Luis Ruiz de Castañeda como gerente, “Exportadora Sotomayor, S. A.”,  abre en 1919 dedicada a la fabricación, venta y exportación de aceites de oliva, jabones, aceituna de mesa, cereales y legumbres, principalmente a América. Durante los primeros años veinte y más tarde durante la dictadura de Primo de Rivera y la II República, la empresa de Sotomayor ocupó un lugar destacado en la renovación industrial del campo andaluz.
El trabajo de José María Tubino durante veinte años fue incansable. Ni la muerte de su patrón, en 1934, pudo con la producción de “Las Puentes”. Sin embargo, el estallido de la Guerra Civil supuso un punto y aparte en la historia de la empresa.

## Fusilamiento y memoria histórica
José María Tubino Montesinos fue detenido por la Guardia Civil en agosto de 1936. Tras pasar unos días en el cuartelillo de Aguilar de la Frontera, la madrugada del 16 de agosto fue sacado del cuartelillo y, junto a otros seis detenidos, fue fusilado en las tapias exteriores del cementerio de la localidad.
En julio de 2010, su nieto Rafael Ángel Tubino Solís firmó las autorizaciones para la búsqueda, exhumación e identificación de su abuelo, José María Tubino Montesinos, a instancias de la Asociación para la Recuperación de la Memoria Histórica de Aguilar de la Frontera (AREMEHISA). La exhumación de la fosa número 18 del cementerio de Aguilar de la Frontera contenía en su interior los cadáveres de un total de diez hombres (entre ellos el alcalde socialista de la localidad, José María León Jiménez) y una mujer joven, pero ninguno correspondía con el de un hombre de 63 años. Abierta la fosa número 19, el ADN del cadáver coincidió con el de Carmen Tubino, hija de José María.
En mayo de 2012, los restos mortales de José María Tubino Montesinos y su hija, Carmen Tubino Tubino, fueron trasladados al cementerio de Villafranca de Córdoba, donde se unieron a los restos de su esposa, Luisa Casasolariega de Tienda.